# 第七軍團 (美國)
美國第七軍團（英語：Seventh United States Army）是美國陸軍的一個軍團，由第一裝甲軍改組而成:399，活躍於第二次世界大戰，戰後長期待在歐洲。
1952年成立第七軍團交響樂團。
1966年12月1日，第七軍團總部被解編，美國歐洲陸軍總部成為第七軍團的總部。1967年1月，美國歐洲陸軍和第七軍團正式合併，成為美國歐洲陸軍與第七軍團。